# Doma
|  | Aquest article tracta sobre una disciplina hípica. Vegeu-ne altres significats a «Doma (desambiguació)». |

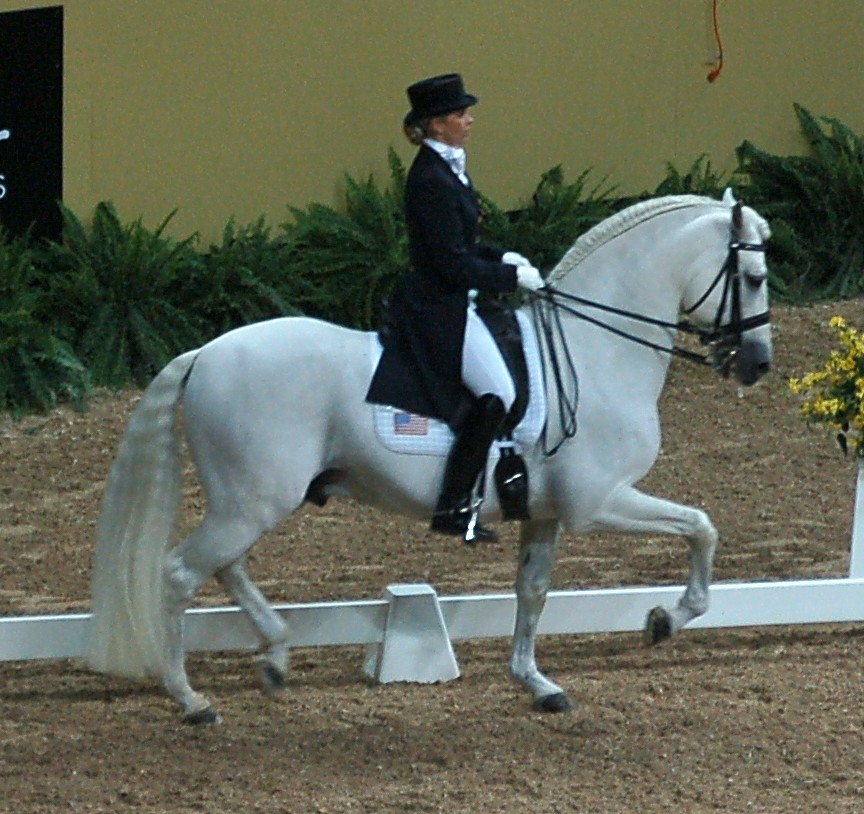
Cavall PRE en el "passage".

La doma (en francès i anglès dressage) és l'art d'ensenyar a un cavall a ser dòcil, equilibrat i obedient. La doma clàssica és una disciplina hípica basada en l'execució d'un conjunt de represes per a demostrar la preparació del concursant i la franquesa, la submissió, l'equilibri i l'elegància del cavall.
El treball bàsic de doma comprèn restricció i extinció (allargar i arronsar el traç) en el pas, trot i galop i moviments laterals com la doble trepitjada, en la qual el cavall es mou cap endavant i cap a un costat de manera simultània.
Com a conseqüència, el cavall es torna tranquil, elàstic, àgil i flexible, però també confiat, atent i decidit, de manera que arriba a constituir un conjunt perfecte amb el seu genet. Les proves de doma consisteixen en la realització de diferents exercicis sobre el quadrilong que són valorats per diferents jutges.
Aquestes qualitats es manifesten per la franquesa i la regularitat en els aires, l'harmonia, lleugeresa i facilitat de moviments, la impulsió i l'equilibri, i la submissió a l'embocadura sense tensió ni resistència. El cavall fa així la impressió de transportar-se per si mateix.
La doma es pot utilitzar com a ensinistrament per a altres disciplines, com les competicions i els concursos. L'Escola Espanyola d'Equitació de Viena, fundada el 1572, és el centre mundial més famós d'exhibició de doma.

## Disciplina olímpica
Aquesta disciplina es va acceptar en els Jocs Olímpics el 1912 i les proves olímpiques són les més avançades. Aquest nivell de la prova exigeix la major habilitat i concentració del cavall i del genet.
| Jocs Olímpics | Jocs Olímpics                 | Jocs Olímpics                      | Jocs Olímpics |
| ------------- | ----------------------------- | ---------------------------------- | ------------- |
| Any           | País                          | Genet                              | Cavall        |
| 1912          | Bandera de Suecia             | Carl Bonde                         | Emporer       |
| 1920          | Bandera de Suecia             | Janne Lundblad                     | Uno           |
| 1924          | Bandera de Suecia             | Ernst Linder                       | Piccolomini   |
| 1928          | Bandera de Alemania           | Carl-Friedrich Freiherr von Langen | Draufgänger   |
| 1932          | Bandera de Francia            | Xavier Lesage                      | Taine         |
| 1936          | Bandera de Alemania           | Heinz Pollay                       | Kronos        |
| 1948          | Bandera de Suiza              | Hans Moser                         | Hummer        |
| 1952          | Bandera de Suecia             | Henri Saint Cyr                    | Master Rufus  |
| 1956          | Bandera de Suecia             | Henri Saint Cyr                    | Juli          |
| 1960          | Bandera de la Unión Soviética | Sergej Filatow                     | Absent        |
| 1964          | Bandera de Suiza              | Henri Chammartin                   | Woermann      |
| 1968          | Bandera de la Unión Soviética | Iwan Kisimow                       | Igor          |
| 1972          | Bandera de Alemania           | Liselott Linsenhoff                | Piaff         |
| 1976          | Bandera de Suiza              | Christine Stückelberger            | Granat        |
| 1980          | Bandera de Austria            | Elisabeth Theurer                  | Mon Chérie    |
| 1984          | Bandera de Alemania           | Reiner Klimke                      | Ahlerich      |
| 1988          | Bandera de Alemania           | Nicole Uphoff                      | Rembrandt     |
| 1992          | Bandera de Alemania           | Nicole Uphoff                      | Rembrandt     |
| 1996          | Bandera de Alemania           | Isabell Werth                      | Gigolo        |
| 2000          | Bandera de los Países Bajos   | Anky van Grunsven                  | Bonfire       |
| 2004          | Bandera de los Países Bajos   | Anky van Grunsven                  | Salinero      |
| 2008          | Bandera de los Países Bajos   | Anky van Grunsven                  | Salinero      |
| 2012          | Bandera del Reino Unido       | Charlotte Dujardin                 | Valegro       |
| 2016          | Bandera del Reino Unido       | Charlotte Dujardin                 | Valegro       |

## La Doma clàssica
La doma clàssica o dressage es defineix com el desenvolupament harmoniós del cavall en els exercicis i una entesa perfecta amb el genet o amazona i que empra una indumentària i un ensellament propis. És una de les especialitats més importants de l'esport eqüestre. La feina del genet consisteix a ensenyar, domar, a moure's al cavall amb tanta precisió com li sigui possible. Aquest entrenament consisteix a perfeccionar i ampliar els moviments naturals i les característiques del cavall. Un cavall que es mou bé executa els moviments amb una total elegància i conservant un ple equilibri, d'aquesta manera s'aconsegueix la impressió que el cavall es mou per propi desig. Per a aconseguir-ho el cavall haurà de respondre de manera immediata a les ordres que li transmet el genet. La doma té com a objectiu el desenvolupament del cavall mitjançant l'entrenament racional, metòdic i equilibrat, per fer-ne un atleta a disposició del genet. Com a conseqüència el cavall es torna més tranquil, elàstic, àgil i flexible, alhora que confiat, atent i decidit.
Aquestes qualitats es denoten per:
- La franquesa i la regularitat dels aires
- L'harmonia, la lleugeresa i la facilitat d'execució dels moviments.
- La lleugeresa del terç anterior i reficament del terç posterior a causa d'una impulsió sempre activa.
- La submissió de l'embocadura amb una descontracció total de la boca i sense cap mena de tensió ni resistència.

El seu pas serà regular i actiu, el seu trot serà elàstic i sostingut i el seu galop, lleuger i cadenciat. En tot el treball el cavall haurà d'estar a la mà*, és a dir, manera d'estar parat i romandre quiet, en repòs o quadrat*, i atent, acceptant l'embocadura amb un tacte lleuger, suau i amb completa submissió.

### L'anàlisi de la reprise de doma
Les reprises de doma són execucions competitives de moviments dels cavalls muntats pels seus genets en presència d'uns jutges i d'un públic. Poden ser individuals o en grup, amb música o sense, tot depenent del tipus de reprise que s'esculli presentar-se. Estan dividides en nivells, començant per la iniciació, seguint per l'elemental, el bàsic, el mig, el Sant Jordi i el Gran Premi. Aquestes reprises no només tenen moviments, sinó que el jutge ha de buscar la qualitat del moviment, l'equilibri, l'elegància i la precisió. Els cavalls hauran de classificar-se per passar als nivells superiors, de la mateixa manera que en els tres primers nivells el genet s'haurà d'examinar també teòricament per obtenir els títols. Quan s'entrena amb un cavall per una reprise determinada, agrada analitzar tant les transicions com els moviments que s'executen. Per una reprise elemental, es donarà més importància als moviments apresos, mentre que en una reprise de Gran Premi s'exigirà molta més reunió i allargament en el seu nivell més alt. Aquest treball porta el seu temps i requereix molta paciència.

### Els Moviments i transicions que es demanen segons el nivell de la reprise
El Nivell 1 o la iniciació
- Moviments: Línies rectes, canvis de mà, girs i cercles de vint metres.
- Transicions: Pas-trot, trot-galop, galop-trot, trot-pas en aires de treball.

El Nivell 2 o l'elemental
- Moviments: Tots els anteriors més semicercles.
- Transicions: Tots els aires de treball i trot mitjà.

El Nivell 3 o el bàsic
- Moviments: Tots els anteriors, però amb cercles més petits (10m). Canvis de peu simples i pas enrere.
- Transicions: Totes les anteriors, incloent-hi el trot mitjà i reunit, galop mitjà i treball lateral (espatlla endins). Tots en nivell bàsic.

El Nivell 4 o el mig
- Moviments: Tots els anteriors inclòs el suport (al trot) i la mitja pirueta al pas.
- Transicions: Aires mitjans i una mica de reunió.

El Nivell Sant Jordi o el mig-avançat
- Moviments: Tots els anteriors incloent mitges piruetes al galop, canvis de peu en l'aire, trot llarg i piaffé.
- Transicions: en aires reunits i llargs.

El Nivell Gran Premi
- Moviments: Piaffé, passage i canvis a un o dos trancs.
- Transicions: Totes i molt marcades.

### Els Criteris d'avaluació i errors
L'Escala de puntuacions (0-10), l'equilibri i l'elasticitat
L'avaluació del treball d'un cavall en l'escala de puntuacions amb els seus corresponents comentaris, resulta summament útil. Tot i així, no es tracta d'una pauta de defectes específics. Els jutges i/o entrenadors han de decidir el perquè d'un defecte, de quin tipus és, la seva gravetat i si es pot o no corregir. El reglament és molt específic en els requisits exigits, però és l'entrenador o el genet el que ha de decidir sobre el que s'ha de fer quan succeeix alguna cosa que no s'ha demanat. Un tema realment controvertit.
Generalment, hi ha dos criteris en els quals un jutge i/o entrenador es basa quan s'avalua a un cavall: un és equilibri i l'altre l'elasticitat. També hi fa el fet que un cavall molt nerviós pot provocar problemes, el mateix que un altre que no vol avançar.
Durant un entrenament s'ha d'intentar detectar l'error més important. Normalment és falta d'equilibri o excessiva rigidesa tant del cavall com del genet. Aquí he descrit alguns dels meus errors més importants que, a causa de la meva rigidesa, sempre he comès i m'han desqualificat:
- Una encorbació incorrecta en qualsevol aire, això significa pèrdua de l'equilibri i rigidesa en tot el cos, un cavall rere de la vertical vol dir massa pes sobre les espatlles i el terç anterior, el qual desemboca en una incapacitat per la reunió correcta.
- Utilitzar més les mans que les cames per donar ordres, d'aquesta manera que el cavall perd equilibri i es torna rígid. Les cames s'han d'utilitzar més que les mans, de manera que el cavall, respongui de manera immediata a les nostres cames.

Els problemes com la falta d'amplitud, el dors* enfonsat, el cap a un costat o poc estable i la boca oberta són pràcticament sempre producte de la rigidesa o de reficament, i requereix molt d'entrenament. A vegades un equip mal col·locat també pot contribuir.
La correcta execució dels aires bàsics esdevé la base d'un principiant o d'un poltre per poder executar altres moviments en l'entrenament:
- Al pas, l'ambladura (pas lleugerament en diagonal) és una falta greu i bàsica. Pot ser a causa de la rigidesa en el dors o per precipitació del cavall. Per aconseguir un bon pas és necessària una correcta oscil·lació i activitat dels posteriors.
- Al trot, pot ser que no tots sàpiguen que el cavall no pot trepitjar el terra més endavant del seu nas. Per consegüent, el bon ús de les espatlles del cavall és fonamental per un trot correcte. Un trot pot semblar espectacular, però si no va acompanyat d'un bon moviment d'espatlles, no és totalment correcte. El treball al trot i al pas sobre barres de tranqueig pot ser de gran ajuda, com el trot amb regnes llargues, per fomentar el moviment d'espatlles.
- Al galop, a part dels galops a la mà incorrecta i la rigidesa general, l'error més habitual són els quatre temps en comptes de tres. Alguns cavalls poden fer-ho fins i tot de manera natural. En aquest cas haurem de demanar al cavall que ampliï el seu galop perquè deixi anar els muscles del dors i augmenti la impulsió, i només demanar-li reunió durant pocs trancs fins que aquest s'alliberi d'aquest hàbit. Aquests cavalls normalment galopen en quatre temps per mantenir l'equilibri en una pirueta al galop o senzillament per precipitació.

Quan els cavalls estan molt reunits a vegades efectuen trancs irregulars i això pot ser causa d'un error del genet, que empeny massa (llevat que el cavall tingui algun problema dorsal). Aleshores, el que s'ha de fer és tractar de mantenir l'equilibri i la reunió amb menys ajudes. Potser una mà més suau i menys cama.

## L'Origen de la doma clàssica
L'activitat eqüestre que ha rebut el nom d'art de la doma o equitació acadèmica es remunta als segles iii o IV aC, època en què els grecs van determinar els seus principis bàsics. Pels grecs, l'ensinistrament sistemàtic dels seus cavalls era tant un mèrit artístic com un mètode de millora de les muntures. Entre els pioners d'aquest vessant eqüestre podem destacar a l'escriptor Xenofont que va recopilar totes les tècniques cavallístiques de l'època en un llibre, algunes de les quals encara són vigents. Aquest autor cita un altre tractat sobre el tema, obra de Simó d'Atenes de la qual només en resten alguns fragments.
La doma es va desenvolupar en primer lloc amb el propòsit, d'ordre pràctic, de produir cavalls fàcils de controlar que asseguressin la victòria dels exèrcits de cavalleria muntada. Tant en l'antiguitat com en èpoques més recents, els cavalls que no poguessin ser controlats amb una mà pels seus genets no servien. Però per fortuna dels equins posteriors, els grecs van descobrir que la millor manera d'obtenir la col·laboració d'aquells bellíssims i vigorosos animals consistia en un mètode pacient i civilitzat.
Al llarg de la història la doma especialitzada s'ha anat desenvolupant gradualment en diferents països i èpoques. Tot i així ha florit sempre en civilitzacions i cultures molt desenvolupades pel fet que en les societats primitives o pobres mai han aparegut activitats que exigeixin tal grau de paciència aplicada i sensibilitat estètica.
La doma com a manifestació artística va néixer a la Itàlia renaixentista (principalment a Nàpols en el període "aragonès" d'Alfons el Magnànim) i va adoptar la forma en què la coneixem actualment a finals del segle xvii i principis del segle xviii. Va ser durant aquest últim període quan el francès François Robichon de la Guérinière, que treballava a Versalles, va desenvolupar plenament els principis originals grecs, concloent que els brutals mètodes que s'utilitzaven durant el renaixement eren inacceptables i del tot innecessaris. Les seves idees van quedar plasmades en la seva gran obra École de cavalerie (1731), el qual encara avui és font d'inspiració bàsica de tot allò que es refereix a la doma clàssica, i que constitueix la base teòrica de tot el treball de l'Escola Espanyola d'Equitació de Viena, àrbitre mundial de la veritable equitació clàssica.
Una distinció fonamental entre la doma i l'equitació clàssica actual és la introducció de les activitats hípiques competitives. La importància dels retrobaments internacionals va determinar la inclusió de l'hípica en els esports olímpics. Fins aleshores, la doma havia estat una activitat fonamentalment militar, desenvolupada en escoles de cavalleria o reservada a minories civils pudents que es donaven cita en les corts reals i altres centres de cultura similars. En l'exèrcit, l'equitació acadèmica era una necessitat professional, mentre que entre els ciutadans adinerats, constituïa un requisit indispensable per la seva educació de cavaller.
Sens dubte, les penúries de la vida militar van impedir a tots els soldats, excepte a una petita minoria, portar la doma fins a l'excel·lència d'execució, però, gràcies a ells, l'esperit de Versalles i de Viena es va mantenir viu i va poder ser conegut i practicat en nombrosos centres relativament petits. En les escoles d'equitació que es mantenien en les corts, els assoliments en l'art de la doma va ser molt majors.
Moltes corts europees desapareixien a principis d'aquest segle. En les que van quedar, el perfeccionament de les carreteres i la comunicació va canviar radicalment l'estil de vida. Les escoles militars van passar a ser pràcticament l'últim baluard de l'art eqüestre, i ni tan sols durarien més de quaranta anys. En acabar la Segona Guerra Mundial es van extingir totes les escoles militars i l'autoritat en assumptes de doma va passar als civils i als pocs professionals o militars retirats que s'havien format abans de la guerra. L'interès en l'hípica va anar en augment i no va tardar a trobar expressió en el món emergent de l'esport competitiu. L'equitació acadèmica es va concloure per primera vegada en els programes olímpics el 1912, durant els Jocs celebrats a Estocolm.
Aquest canvi de panorama va causar una diferència entre el que s'ensenyava en la selecta Escola de Viena i el que realitzaven els genets davant el públic (compost principalment per professionals) en competicions internacionals. L'element artístic de la doma se sacrifica amb massa freqüència per la competitivitat de millorar per tal de guanyar els pròxims Jocs Olímpics, que, no és ni de bon tros, el temps necessari per a un bon entrenament. De totes maneres, no tot ha empitjorat. Hi ha retrobaments periòdics de genets experts en doma procedents de tot el món que proporcionen una immillorable i repetida oportunitat de comparar normes, tècniques i idees. D'aquesta manera es pot concentrar un públic més ampli quant a l'equitació acadèmica.

## Les ajudes
Les ajudes són els senyals pels quals comuniquem al cavall el que ha de fer. Actuen, resisteixen i cedeixen. Quan s'aplica una ajuda, el cavall ha de respondre amb correcció, lleugeresa i energia.
Hi ha tres ajudes naturals: les cames, les mans i el pes del genet. La veu també és una ajuda (no permesa en la doma clàssica de competició), però es tracta d'una ajuda d'entrenament molt útil. Les ajudes artificials són: la fusta, els esperons, les martingales i altres equips com les regnes alemanyes o les regnes de lligar. Encara que els esperons estan classificats com a ajudes artificials, són en realitat obligatoris en algunes competicions de doma i formen part de la indumentària en les exhibicions.
L'aplicació de les ajudes es divideix en dues categories: les diagonals i les laterals. Les ajudes diagonals s'utilitzen per a crear un moviment cap endavant i en la reunió. També s'usen en els moviments laterals avançats, com el suport. Les ajudes laterals s'utilitzen en els moviments laterals més senzills com l'espatlla endins o la cessió de cama.
En el cas de les ajudes laterals, l'ajuda activa serà la cama que estarà a un costat del cavall, mentre que l'ajuda de la regna i mà activa es trobarà a l'altre costat, per exemple: esquerra i dreta i al revés. L'acció de la mà i la cama ha d'estar repenjada pels seus oposats.
El pes del genet té un defecte considerable en el cavall. El tronc és la part més pesada. Inclinar-nos en qualsevol direcció provocarà que el cavall ajusti la seva posició. L'ajuda del pes no ha de confondre's amb l'ajut de l'ísquium, és a dir, és fàcil moure el pes d'un costat a l'altre o cap endavant o enrere. Els ísquiums actuen quan el genet està equilibrat i exerceix pressió sobre un determinat ísquium.

### L'harmonia de les ajudes
L'aprenentatge de les ajudes és relativament senzill, però posar-les en pràctica no ho és. El que tractem d'aconseguir és la coordinació entre dues entitats vives. Les mans, les cames i el cos del genet han d'emmotllar-se al moviment del cavall. Els genets han de desenvolupar el seu tacte eqüestre. Si tenim una bona sensació, normalment el moviment serà bo. Per aconseguir confiança i augmentar el nostre coneixement un dels millors sistemes és rebre unes quantes classes amb un bon professor amb un cavall ben domat, d'aquesta manera aprenem a sentir correctament els moviments.
En l'aplicació de les ajudes del genet, hi ha un espai de temps entre els pensaments que s'envien al cervell del cavall i la cama del genet que ha de tocar el nervi sensorial en el punt correcte del costat del cavall, que aleshores envia la informació al seu cervell, que a la vegada fa el moviment (nervis motors). Tot el procés porta el seu temps. Si l'ajuda de la cama és massa forta en un cavall sensible, pot ser que obtinguem una resposta violenta, i si el panxell no està prop dels costats del cavall, hi haurà una certa demora en la resposta. La sincronització i el tacte eqüestre són importants. El que passa és que les ajudes s'han d'aplicar en el moment correcte i no amb més força.
Les mans i els dits del genet han d'estar en tensió suficient per a assegurar un contacte constant amb la boca del cavall però sense estirar. Els diastemes són tan sensibles com la llengua o la comissura dels llavis. Un contacte irregular és dolorós pel cavall i pot acabar tenint una boca difícil.
Moure el cos massa és antiestètic i a més a més molesta el cavall, el mateix que un cos massa rígid provoca una falta d'harmonia. El cos del genet ha d'estar relaxat sense anar fluix, dret sense estar rígid, absorbint el moviment del cavall.

### Les transicions
Les transicions es produeixen quan el cavall passa d'un moviment a un altre. Ben executades, es consideren l'essència del bon entrenament. Quan el cavall passa d'un moviment a un altre, ha d'ajustar-se a si mateix i portar al seu genet, per tant, és indispensable molestar-lo el menys possible. Prenguem com a exemple passar directament del pas al galop: és possible que el genet es desordeni i provoqui que el cavall es mogui bruscament. La pràctica de les transicions és part de l'entrenament. Si analitzem una reprise de doma clàssica, ens sorprendrà el nombre de transicions que conté.
En una reprise del nivell elemental aquestes transicions seran des de i fins a parada, pas, trot i galop i algunes d'aquestes poden ser progressives, però primer de tot suaus.
Les transicions ascendents són normalment més senzilles que les descendents, en particular des del galop, donada la velocitat de l'aire.

### El ritme i la mitja parada
Segons el diccionari, ritme es defineix com la longitud uniforme, en aquest cas, dels trancs. La qualitat d'un moviment regular es basa en el fet que el tempo també sigui correcte. El tempo es defineix com la velocitat del moviment, el que significa que un cavall pot moure's amb regularitat però massa ràpid, és a dir, amb trancs curts i precipitats, o amb massa lentitud i falta d'impulsió. La cadència és també important a l'hora d'avaluar un moviment. En el context eqüestre, la cadència combinada amb el tempo, es defineix amb trancs fluids i expressius. El ritme, el tempo i la cadència es combinen per oferir-nos la correcta amplitud dels trancs, la velocitat adequada dels mateixos i la seva regularitat i expressivitat; tots ells són elements fonamentals en l'avaluació del moviment.
La mitja parada, una de les ajudes més importants, és una traducció directa de la paraula francesa demi-arrêt i de l'alemanya halb-parade i es tradueix literalment com "la meitat d'una parada". En realitat el que la mitja parada tracta d'aconseguir és tornar a equilibrar el cavall. Es tracta d'una de les accions de correcció més importants en l'equitació. La mitja parada es fa servir en l'entrenament per captar l'atenció del cavall i per equilibrar-lo. Normalment s'aconsegueix demanant al cavall que porti el seu equilibri (pes) cap als posteriors, és a dir, que alleugeri el seu terç anterior.
La mitja parada també s'hauria d'utilitzar per preparar el cavall per un nou (següent) moviment. Pot ser que, a vegades, siguin necessàries diverses mitges parades successives.

### Les mans i les regnes
Les regnes són cadascuna de les corretges de la brida amb què la persona governa les cavalleries. Mitjançant les mans guien i controlen el cavall. Actuen, resisteixen i cedeixen. Actuen quan giren al cavall i s'utilitzen per influir en un moviment d'espatlla i l'extremitat anterior. Resisteixen quan demanen al cavall que vagi més lentament i cedeixen permetent al cavall avançar o relaxar-se, quan el cavall estira el coll cap a baix.
En teoria hauria de produir-se una tensió cap enrere amb les regnes (si el cavall està de canya, no és aconsellable usar aquest principi).
Les regnes han de subjectar-se amb les mans separades, una a cada costat del coll del cavall. Els dits han d'estar tancats sobre la palma amb les regnes subjectades entre el dit índex i l'anular, amb el polze tancat sobre el dit índex. Quan pressionem o tanquem més els dits sobre les regnes, la major part del treball el realitza l'anular, el sobrant de la regna cau entre els dits anular i petit. Els canells han d'anar lleugerament flexionats cap a l'interior a una distància del canal davanter entre 5 i 7 cm; això no obstant, quan demanem molta reunió poden subjectar-se més amunt. Les regnes massa baixes provoquen que l'embocadura estiri de la base de la boca del cavall, el qual no és recomanable. Les mans han d'anar ben per davant de la caixa toràcica. La distància entre les dues mans poden variar entre gairebé tocar-se a 6 cm. Si les regnes van molt llargues i les mans del genet s'acosten a la seva cintura, no hi haurà control.

#### La Subjecció correcta de les regnes
1. La Normal
2. El Mètode Baucher
3. El Mètode vienès

L'avantbraç i el colze han de penjar còmodament, els canells han de ser flexibles i capaços d'obrir i tancar-se segons es necessiti. El canell pot obrir-se de 5 a 7 cm. Els braços, els canells i els dits no podran funcionar degudament si estan tensos o rígids. El contacte amb la boca del cavall ha de ser constant i ha d'oferir una tensió elàstica a través de les regnes, no ha de ser ni rígid ni fluix.
Per tenir un efecte sobre el moviment del cavall les mans han d'actuar (demanar) en el moment en què l'anterior exterior del cavall està a punt d'abandonar el terra. Si es retarda, el seu efecte quedarà anul·lat.
És molt important que les mans acompanyin el moviment de les espatlles del cavall mentre avancen i es retarden; és fonamental que les mans acompanyin aquest moviment. Les mans han de recollir les regnes quan l'espatlla retrocedeix i acompanyar el moviment cap endavant quan l'espatlla avança, permetent que les mans, braços i a vegades el cos acompanyin el moviment.
D'aquesta manera creem un contacte constant. Potser necessitem perfeccionar aquesta acció d'acompanyament fins que es converteixi en automàtica. Permetre que el cavall al pas mogui lliurement al genet ens ajudarà a captar la sensació correcta. Un exercici molt útil és passar una barra de tranqueig al pas, ja que això exagerarà el moviment del cavall i ajudarà al genet a assimilar la sensació correcta.
El Manual d'Equitació francès cita cinc tipus de regna diferents:
- La regna directa
- La regna d'obertura
- La regna indirecta per davant de la creu
- La regna indirecta rere la creu
- La regna al coll

##### Els efectes dels tipus de regnes esmentades
La regna directa
S'utilitza per estabilitzar o aturar al cavall. També és útil en la flexió directa. Tancarem bastant els dits sobre les dues regnes però sense estirar cap enrere, llevat que sigui absolutament necessari.
La regna d'obertura
S'utilitza per girar al cavall - inclosa la pirueta al pas i el suport-. Si girem a la dreta, hem de portar ambdues mans a la dreta i la mà esquerra ha de mantenir-se prop del costat esquerre del coll del cavall, mentre que la mà i avantbraç dret se separen apropant-se al genoll dret del genet. Si el cavall no està ben domat, la mà haurà de separar-se uns 25 cm, però si està ben domat, uns 12 cm seran suficients. El genet recordarà que no ha d'inclinar-se ni repenjar-se, simplement ha de moure les mans i els braços.
La regna indirecta per davant de la creu
S'utilitza per girar en rodó al cavall sense ajuda de les cames, tal com succeeix amb la regna indirecta per darrere de la creu. Tot i així, hi ha una subtil diferència que resideix en què la regna indirecta utilitzada per davant de la creu té un fort efecte en el desplaçament de la gropa cap a un costat, fent que el cavall, en efecte, executi un gir al centre, i tant els anteriors com els posteriors tracin un cercle -o semicercle- al voltant de l'eix central del cavall. El genet, quan utilitza la regna dreta per davant de la creu, ha de mantenir la mà dreta suaument contra el coll amb un lleuger moviment cap a l'esquerra.
La regna indirecta rere la creu
Aquest tipus de regna provoca el desplaçament de la gropa, però permet que el terç anterior es mantingui en el seu lloc, el qual tindrà com a resultat un gir sobre els anteriors. El genet utilitzarà les regnes com en el punt número 3, però portarà la seva mà cap a sobre del seu melic.
En la meva opinió, la comprensió d'aquest tipus de regna és fonamental. No és difícil d'utilitzar i la majoria de cavalls responen a ella immediatament.
La regna al coll
S'utilitza per girar al cavall quan subjectem les dues regnes en una sola mà. Per exemple, desitgem girar el cavall cap a la dreta i subjectem les regnes a la mà esquerra - en aquest cas sol ser la mà de la regna- hem de tenir un primer lloc un contacte uniforme amb la boca del cavall i al mateix temps moure la nostra mà cap a la regna i la mateixa mà toquen el costat esquerre del coll del cavall. Aquesta acció posarà més pes a l'espatlla dreta del cavall i aquest, per si mateix, segons el desplaçament de pes.
No aprofundiré més sobre aquest tema. És suficient amb dir que en l'aplicació de totes les ajudes, la suavitat i la claredat són primordials i que la regna d'acció és la que fa el treball, mentre que la regna de suport fa precisament això, recolzar l'altra regna.
El Manual Oficial cita quatre maneres d'utilitzar les regnes:
1.	Regna reguladora
2.	Regna de cessió
3.	Regna de suport 4.	Regna restrictiva
Els efectes de les regnes
La regna reguladora es fa servir juntament amb el pes del genet i l'ajuda de la cama. El cavall ha d'estar a la mà (sumís a la mà):
- Per realitzar una transició descendent
- Per escurar el tranc dins l'aire
- Per executar una parada o pas enrere
- Per flexionar el cavall
- Perquè el cavall prengui atenció

La regna de cessió es fa servir per demanar al cavall que allargui el coll.
La regne de suport es fa servir per equilibrar i controlar l'encorbaci interior (lateral) del coll i el cap del cavall. Només s'aplica amb la regna exterior.
La regna restrictiva es fa servir per mantenir l'energia creada per les ajudes del seient i la cama.
Les mans del genet han de cedir momentàniament perquè el cavall es mantingui lleuger a la mà i no es recolzi sobre la mà del genet. El genet, en cap cas, pot col·locar el cap del cavall amb les regnes, si no reprimir al cavall entre les mans i les cames.

### Les ajudes de la cama
Les ajudes de la cama, com les regnes, actuen, resisteixen i cedeixen. Actuen quan manen al cavall cap endavant i també resisteixen quan el genet tanca el genoll i la cuixa, com en la parada. La cama també es fa servir per corregir al cavall, com quan no realitza una parada quadrada o quan desplaça un posterior al traçat d'un cercle. És evident que les cames del genet han de fer un treball important. Les cames cedeixen quan redueixen la pressió un cop el cavall està en moviment o ha obeït un senyal.
Una de les coses que el poltre ha d'aprendre és anar cap endavant en rebre un senyal de les cames. Constantment es fa referència al fet que accepta la cama del genet. Tot i així, el cavall també ha d'aprendre ha d'acceptar la cama en la reunió; o al principi acceptar la cama mentre accepta l'embocadura, és a dir, quan el cavall aprèn a arquejar el coll i a relaxar la mandíbula. També ha d'aprendre a moure’s allunyant-se de la cama del genet quan se li demana. Resulta útil considerar la claredat de les ajudes de la cama. Normalment el genet demana impulsió i submissió quan aplica la part interior del taló de la bota; o l'esperó, i el porta al costat de la cinxa. En els moviments laterals o quan s'allunya de la cama del genet, hi ha un punt precís rere la cinxa que s'ha d'utilitzar per no crear confusió a la ment del cavall.
Perquè el cavall accepti adequadament la cama durant la reunió, gran part de l'energia de l'ajuda ha de procedir dels muscles de la cuixa i el panxell del genet, que es tensarà per descens del taló i pressionarà contra la muntura i les costelles. Es tracta d'una ajuda molt poderosa i els genets han d'aprendre a descendir i relaxar el taló i el turmell per trobar la pressió correcta que necessita el cavall.
Les cames del genet han d'aplicar-se quan el posterior està a punt d'abandonar el terra. Les cames actuen i recolzen en harmonia. Mai hem de trincar tot el temps, ja que aquesta pressió contínua dormirà els nervis sensorials i el massatge tardarà molt a arribar al cervell. D'això se'n diu un cavall sord de cames. Alguns cavalls reaccionen amb més lentitud que d'altres a l'ajuda de la cama. Els nervis sensorials poden desenvolupar-se amb la utilització correcta de les cames.

### Les ajudes del seient
L'assentament del genet és una ajuda molt poderosa. Els ísquiums poden utilitzar-se:
- Recolzant el mateix pes sobre els dos a la vegada
- Recolzant més pes sobre un ísquium que l'altre

Hem de comprendre a fons com fer el millor ús dels nostres ísquiums. El pes del genet ha de pressionar sobre els ísquiums, però no tot el temps. És fonamental aconseguir un seient lleuger. Si pressionem amb força durant temps prolongat, danyarem el dors del cavall i finalment acabarà per no respondre en absolut als nostres ísquiums. Per alliberar els ísquiums de certa pressió, el genet ha de canalitzar part del seu pes i traslladar-ho cap a la part frontal de les cuixes i cap a la part interior dels panxells. I per portar el pes dels ísquiums, el genet ha de redreçar el seu tronc i ajustar el pes traslladant-lo des de les cuixes fins als ísquiums, creixent en la muntura, però sense inclinar-se cap enrere amb el pes preparat per utilitzar-se.
Per utilitzar els ísquiums, existeixen ocasions com el procés de reunió del cavall, quan el genet ha de retardar les espatlles cap enrere de la vertical però només momentàniament. Aquesta acció trasllada el pes sobre els ísquiums en angle i és bastant similar a inclinar la sella cap endavant amb el nostre seient. Aquest moviment fomenta la impulsió i el rendiment dels posteriors.
Les ajudes del seient, com totes les ajudes, s'han d'utilitzar en coordinació amb les ajudes de la regna i la cama.
L'acció de posar més pes sobre un ísquium que un altre o avançar la pelvis cap a un costat és una ajuda de pes que el cavall seguirà. S'utilitza com una ajuda per girar, i quan el cavall està ben domat, un lleu desplaçament del seient i la nostra vista en la direcció a la qual ens dirigim seran suficients perquè el cavall realitzi el gir (els cavalls menys domats necessitaran cert grau d'ajuda de regna i cama). La utilització dels nostres ísquiums resulta molt útil en el treball lateral: el cavall seguirà sempre el nostre pes. Per familiaritzar-nos amb els nostres ísquiums, ens asseurem sobre els dos i passarem el pes d'un a l'altre. L'ajuda del pes es fa servir enormement en les sortides al galop. Ja sigui en el cas de les ajudes laterals o les diagonals, tenir el pes a l'ísquium correcte és fonamental.

### Els Moviments contraris del cos
L'Einar Schmit Jansen va citar: "Resultarà més clar si diem que les espatlles del genet han d'anar paral·leles a les espatlles del cavall i que la cintura del genet també ha d'anar paral·lela a la del cavall".
Això vol dir que quan el cavall va recte el genet ha de seure dret al centre. Tot i així, en un moviment encorbat, en un gir o un cercle, mentre els colzes toquen lleugerament els malucs del genet, les espatlles i la cintura han de girar lleument en la direcció del moviment. Aquesta acció col·locarà més pes sobre l'ísquium interior. Si mantenim els colzes en contacte amb els nostres malucs, el que succeirà és que la regna exterior s'allargarà automàticament (sense abandonar el contacte), la regna interior s'escurçarà i el cavall girarà automàticament.
Evidentment aquesta ajuda es fa servir amb cavalls raonablement avançats, que no necessiten la regna d'obertura. El cos del genet pot adoptar la posició contrària i al mateix temps utilitzar la regna interior d'obertura amb la mà interior. Això permetrà al cavall aprendre a girar correctament.
La part exterior del cercle és més gran en perímetre que la interior, la cintura i espatlla exterior del cavall s'obriran més cap a fora i les extremitats faran trancs més llargs mentre que la cintura i l'espatlla interior es tancaran més i els trancs seran més curts amb el posterior més reficat sota la massa del cavall.
Mantindrem un contacte constant amb les regnes, sense estirar del cavall de manera que vagi sobre el terç anterior i mantenint l'equilibri amb la regna exterior.

### L'Anàlisi d'utilització de les mans i les cames
Crec que una anàlisi de les mans i les cames del genet resultarà molt útil. Un dels primers conceptes que s'ha de definir són els moviments de les espatlles, coll i cap del cavall. Un altre dels conceptes és la seqüència i, per consegüent, la coordinació de totes les extremitats en els diferents aires. Evidentment, aquesta seqüència variarà d'acord amb l'aire: pas, trot, galop, galop de carreres o pas enrere.
Seqüències:
Pas:
- Posterior esquerra
- Anterior esquerra
- Posterior dret
- Anterior dret

Trot:
- Posterior esquerre i anterior dret junts
- Posterior dret i anterior esquerre junts

Galop (amb l'anterior esquerre dirigint):
- Posterior dret
- Posterior esquerre i anterior dret junts
- Anterior esquerre (dirigint)

Galop (amb l'anterior dret dirigint el galop)
- Posterior esquerre
- Posterior dret i anterior esquerre junts
- Anterior dret (dirigint)

Galop de carreres (amb l'anterior esquerre dirigint)
- Posterior dret
- Posterior esquerre
- Anterior dret
- Anterior esquerre (dirigint)

Galop de carreres (amb l'anterior dret dirigint)
- Posterior esquerre
- Posterior dret
- Anterior esquerre
- Anterior dret (dirigint)

Pas enrere:
- Posterior esquerre i anterior dret junts
- Posterior dret i anterior esquerre junts

El genet ha d'aprendre aquestes seqüències i, després d'haver-les memoritzat, aprendre a sentir-les. Al principi el genet haurà d'aturar-se a pensar en el que està succeint. I més endavant aquest procés es convertirà en una cosa automàtica.
Quan el cavall avança al pas, mou el cap d'un costat a l'altre i les seves espatlles es mouen cap endavant i resulta més senzill captar el ritme un/dos amb les mans seguint les espatlles. Al trot es diu que el cavall manté el seu cap estable. És possible, però en realitat és el coll que es mou d'un costat a l'altre. Les mans del genet han d'acompanyar les espatlles. El galop és un aire de tres temps, per la qual cosa les mans i els canells han de sentir un/dos/tres, recollint el temps d'inactivitat amb l'extremitat anterior que dirigeix el moviment. Al pas enrere, les mans (canells) segueixen el moviment de les espatlles mentre el cavall retrocedeix amb trancs en bípedes diagonals.
La part interior de la cama del genet des dels malucs cap a baix estan en contacte amb la muntura i aproximadament un terç del panxell del genet amb la caixa toràcica del cavall. El panxell descendeix cap a l'esperó, que està una mica per sota de la caixa toràcica. Tota la cama ha de repenjar-se còmodament, sense adormir-se, però ha d'estar preparada per actuar. En mantenir-se enganxades a la caixa toràcica, les cames han de sentir com les costelles del cavall s'obren i es tanquen mentre aquest es mou. Sobren quan el posterior interior avança i, per consegüent, empeny la cama del genet lleugerament cap endavant. La cama del genet ha de tenir la suficient sensibilitat per a saber què està succeint.
Al pas, les cames del genet han de romandre quietes; al trot, han d'absorbir el moviment en dos temps; i al galop, en tres temps. Ambdues mans i cames han d'actuar en el moment en què tant les extremitats anteriors com les posteriors estan a punt d'abandonar el terra, no mentre l'estan trepitjant.
El genet sempre ha de recordar: mans sense cames i cames sense mans, i no a la vegada.

### La veu
L'ús de la veu no està permès a les reprises de doma. Hi ha molta gent que no l'utilitza ni durant l'entrenament, creient que el cavall es fiarà més de la veu que de les ajudes del genet i, per tant, les ignorarà.
Personalment jo utilitzo la veu en primer lloc com ajuda d'entrenament. Estic segura que els cavalls l'aprecien, com aprecien una palmellada com a recompensa. Quan estic treballant al cavall, particularment a la corda, utilitzo la veu:
- per donar les ordres de pas, trot, galop, o parada,
- per animar al cavall a reduir la velocitat o augmentar-la.

No sé exactament per quina raó, però jo xiulO als cavalls, d'aquesta manera, poden apreciar en el to en què els estic transmetent una ordre i, per tant, si els estic tranquil·litzant perquè minorin la velocitat o els estic animant a què corrin més. El to de la veu i la posició de les ajudes aplicades entren en joc a la vegada, de manera que al final el cavall respon a les ajudes del genet i no només a la veu.
Quan muntem, és tranquil·litzant saber que el cavall respondrà (o pot respondre) a un grunyit, o un suau xiulet o una paraula suau.
L'associació d'idees és important. L'ús de la veu significa alguna cosa i el cavall ho recordarà. Per exemple, per demanar al cavall que vagi al pas, diguem-ne pas i apliquem la cama al mateix temps. Una vegada el cavall s'acostumi a la veu, utilitzarem l'ajuda de la cama sense la veu. Aleshores el cavall ja associarà l'ajuda de la cama amb desplaçar-se al pas.
Quan utilitzem la veu, hem de ser més clars en la nostra petició. Cada paraula ha de tenir una entonació lleugerament diferent: PAs, trOT, GaLOP.

## L'equipament

### Les fustes i els esperons: com a ajudes artificials

#### Les Fustes
Les fustes o fuets són corretges molt primes frenades damunt una ànima de fusta, fixada a un mànec amb el qual el genet pot donar cops a la cavalcadura per animar-la a córrer. De la mateixa manera que els esperons, és una ajuda addicional (anomenada també artificial) de gran importància en l'entrenament del cavall, però ha de ser utilitzada en cas d'amonestació o d'una manera que pugui fer molestar el cavall. Hi ha fustes de tots els pesos i mesures. Una fusta d'entrenament fa aproximadament uns 76 cm i està fabricada de fibra de vidre molt lleugera i amb un gruix que ofereixi una flexibilitat justa perquè faci el seu afecte amb el mínim toc. El mànec de la fusta no pot ser d'un material lliscós i ha de tenir un màxim a l'extrem perquè no llisqui de la mà del genet. La fusta s'aplica normalment a la caixa toràcica del cavall (rere la bota del genet) per indicar un moviment cap endavant.
Només ha d'aplicar-se a les espatlles o en les extremitats anteriors quan s'està demanant al cavall el pas espanyol*. Per cap concepte hem d'utilitzar la fusta al cap o prop dels ulls del cavall.
Si desitgem demanar atenció al cavall, hem de donar un cop sec i curt a manera de correcció, i si es tracta d'una amonestació, aquest ha de ser immediat al comportament, perquè contràriament no servirà de res.
Muntar amb dues fustes és una manera de millorar les ajudes de les cames i d'aquesta manera ens estalviem canviar-nos-la de mà i causar qualsevol molèstia al cavall.
Les fustes curtes (aproximadament 35 cm) són correctes en altres tipus de disciplines eqüestres. Són més gruixudes que la fusta de doma i tenen una peça de cuir doblegada a l'extrem inferior, el qual afegeix l'estímul del soroll en aplicar-se.
Les fustes només estan permeses en algunes represes de doma elementals i la seva longitud està limitada als 81 cm.

#### Els Esperons
Els esperons són unes tiges amb una rodeta mòbil, dentada o llisa de metall que es posa i subjecta darrere el taló de la bota de muntar, per estimular la cavalcadura a anar més de pressa o córrer. Un esperó correctament col·locat ha de tocar al cavall just darrere de la cinxa, en el lloc on hauria de tocar el taló. Normalment el model conegut com a Príncep de Gal·les és el més utilitzat; el seu esperó està lleugerament corbat cap avall i mesura uns 12 mm. Existeix un esperó de la mateixa longitud però amb el gall recte i un altre model més curt que acaba en forma de quadre. L'esperó de bola és purament decorativa. Els esperons militars estan corbats cap amunt i s'ajusten al taló de la bota del genet; contràriament del model que va just per sota dels del turmell. Els esperons poden i han d'aplicar-se amb claredat i suavitat i un toc suau com una ploma hauria de ser més que suficient. Com les fustes, només s'han d'utilitzar com a reforç de l'ajuda de la cama, i mai com a mètode per malmetre el cavall. Existeixen molts tipus diferents d'esperons. Els esperons curts són més adequats al salt.
1. L'Esperó hommer
3. L'Esperó amb el gall recte
5. L'Esperó amb ruleta estrellada
2. L'Esperó Príncep de Gal·les
4. Esperó amb gall corb
6. L'Esperó de bola

### Els estreps
Els estreps són cadascuna de les peces de metall o d'un altre material que van penjades del gambal a cada costat de la sella i on el genet fica el seu peu per muntar amb facilitat, per reposar, guardar l'equilibri i cavalcar amb comoditat.

### Les embocadures
L'embocadura és part del fre que va d'un costat de la boca a l'altre damunt les genives del diastema*. El seu tipus d'ús dependrà d'una sèrie de coses, com els aires, el caràcter del cavall i la seva morfologia. També s'hauria d'afegir l'habilitat del genet per utilitzar l'embocadura adequadament.
Bàsicament m'agrada utilitzar el filet d'oliva i el mos articulat a la vegada. Tot i així, en altres ocasions utilitzo altres embocadures per algun motiu específic, i sempre és important posar-los correctament i amb l'ajust adequat per evitar qualsevol malestar al cavall.
La mesura de l'embocadura ha de decidir-se mirant i examinant la boca del cavall. Alguns cavalls tenen la mandíbula* molt estreta i altres molt ampla. Els diastemes dels cavalls tant poden ser estrets i afilats com gruixuts i amplis. Una embocadura que descansa correctament a les barres no provocarà cap dolor, mentre que un fre molt fi sobre unes barres* estretes provocarà incomoditat en el cavall i probablement aquest capotejarà.
La llengua del cavall és un altre factor a tenir en compte; una llengua gran empresonada dins una boca tancada per una muserola molt tibant, provocaria que el cavall es mossegués a si mateix.
Atès que munto cavalls relativament petits, per la meva experiència, una embocadura d'uns 10–11 cm hem sol ser l'adequada.
L'acció del filet és cap a dalt i l'acció del mos és cap a baix. Si estem utilitzant aquestes dues embocadures, això portarà a una contra-acció, i el que jo faig és utilitzar la següent seqüència amb una sincronització de fracció de segon:
1.	aplico les cames com a petició d'impulsió.
2.	acció del filet per elevar el coll del cavall.
3.	acció del mos per demanar flexió de la mandíbula.
Tot això, juntament amb suaus mitges parades que ens proporciona (o hauria de fer-ho) un major equilibri i reunió.

### El Filet
Els filets són uns instruments allargats de ferro o d'un altre metall que es posa damunt les genives i per la part externa de la boca es lliga mitjançant unes anelles a les regnes* per poder subjectar i dirigir al cavall mitjançant les brides*. Existeixen gran varietat de filets de distintes formes i mesures i constantment resulta complicat escollir el més adequat pel nostre cavall.
El filet que més es fa servir per als cavalls joves és el d'anelles, que és bastant gruixut i articulat. Pot estar buit, en tal cas és molt lleuger.
Filet d'anelles
El filet pot tenir diversos tipus d'anelles i poden estar fabricats de diferents materials. Resulta molt útil perquè l'embocadura no es desplaci cap als costats de la boca del cavall. Un altre tipus de filet és l'anomenat Fulmer, molt popular pels cavalls joves de doma. Aquesta embocadura va ajustada als muntants de la caparrada amb uns anells de cuir. Per consegüent, no provoca cap mal a les barres. Té l'avantatge addicional que evita que el cavall passi la llengua per sobre.
El filet Baucher actua d'una manera similar.
Un altre filet molt popular és el d'oliva, molt còmode i suau amb els costats mollejats i una anella plana que està fixa. És una embocadura molt completa en tots els aspectes.
Els filets rectes de mitja lluna són útils pels cavalls que no els agrada l'articulació o que tenen algun problema de boca. Normalment estan fabricats de goma reforçada de vulcanita. No és segur en absolut; pot partir-se i es doblega amb facilitat quan el cavall l'utilitza, creant una falsa sensació de seguretat.
Hi ha versions de filets dissenyats per cavalls amb problemes de boca, com el scorrier (filferro), la versió de Cornuealles del rissat, etc. També en trobem de lliscants que resulten molt adequats per cavalls que fixen la mandíbula, mentre que les embocadures rissades poden ser molt severes amb les barres de la boca i produir macadures.
Existeix un filet elevador (gag), l'efecte del qual consisteix a mantenir alt el cap del cavall. Els gags grossos i amb anelles grans són molt efectius per controlar als cavalls que galopen a velocitat pel camp. Aquesta embocadura necessita un màxim just per sobre de l'anella, als muntants de la caparrada per evitar que l'embocadura pugi massa i talli els llavis del cavall. Els elevadors gags tenen ferros suaus o lliscants.
Una embocadura molt utilitzada per controlar els cavalls i els ponis forts és el pelham, encara que no està permès en les competicions de doma. El pelham té una sola peça a la boca i braços amb les anelles per dues regnes. Té tres efectes: cap amunt, cap a baix i central. Posseeix una cadeneta, que és la que decideix la severitat de l'acció de la regna sobre l'embocadura. Hi ha persones que col·loquen una espècie de pont, que permet la utilització d'una sola regna. Encara que està comprovat que és molt útil a efectes de control, va en contra dels principis fonamentals referents a les embocadures.
Les regnes s'han d'utilitzar amb una petita pausa de temps entre cada una; regna superior, regna inferior, però no ambdues a la vegada. La regna superior té la funció de fre (elevadora) i la regna inferior fa actuar la cadeneta i té un efecte cap a baix.
Als cavalls els agraden els pelham, els resulten còmodes, i amb un cavall fort no haurem d'estar estirant d'ell.
Quan treballem a un cavall, una bona indicació per saber si el cavall està acceptant correctament l'embocadura, és veure una mica de saliva blanca als llavis (no gran quantitat d'escuma, però sí una mica). Això demostra que el cavall pot moure tranquil·lament la llengua i té la mandíbula relaxada. El cavall haurà de mossegar l'embocadura amb la boca tancada. Si no hi ha saliva, és possible que el cavall estigui fixant la mandíbula.
Per fomentar la salivació s'han dissenyat embocadures de coure, ja que aquest material produeix gasos a la boca. Aquest sistema es va començar a utilitzar fa molts segles. També existeixen embocadures de plàstic que són molt lleugeres i útils.
En el cas de la doble regna*, es fa servir sempre amb mos i un filet fi perquè no sigui massa aparatós a la boca del cavall. Si utilitzéssim tan sols un filet, seria molt sever.

### El mos
El mos és un fre amb embocadura que té una acció més forta i enèrgica que el filet. És probablement l'embocadura més important, l'embocadura clàssica. La darrera tendència en equitació clàssica és muntar només amb mos amb un cavall completament domat. Per consegüent, és una embocadura que hem de conèixer, quina és la seva acció i com utilitzar-la.
El ferro ha de descansar pla a la boca del cavall i normalment té un petit arc al mig que deixa espai per la llengua i per què a cada costat de la part recta hi hagi efecte a les barres de la boca.
Les peces laterals, anomenades camas, poden tenir diferents longituds; com més llargues siguin les camas superiors, més pressió exercirà a la nuca del cavall, i com més llargues siguin les inferiors, més pressió haurà de suportar la cadeneta. Per consegüent, a major longitud de les camas, més sever serà el mos.
Hi ha dues classes de subjecció de les camas a l'embocadura, una és fixa i l'altra mòbil. La cadeneta ha d'allotjar-se amb comoditat al canal de la barbeta en un angle d'aproximadament 45° amb la cama inferior. Si la cama és gairebé horitzontal, no tindrà cap efecte positiu. El contacte amb les regnes ha de ser constant i suau. En realitat, la regna mai ha de tenir tensió cap enrere; mai ha d'estirar enrere. Essent l'embocadura una barra dreta, la regna s'ha de sostenir de manera que romangui dreta a la boca del cavall. Per aconseguir-ho, les regnes poden subjectar-se de diverses maneres.
Normalment, les regnes se subjecten amb ambdues mans; hi ha persones que prefereixen el mos a la regna exterior i altres en la interior. El punt principal és saber on està cada regna. Així pot fer-se tenint regnes de diferents amplades. Personalment, m'agraden les regnes lleugeres i flexibles i normalment col·loco el filet a la més gruixuda. També munten amb les regnes a una sola mà, deixant la mà dreta lliure per saludar. El mètode més habitual de subjectar les regnes en l'equitació clàssica és el mètode Baucher. La regna del filet passa per sobre del dit índex i descendeix pel palmell de la mà. La regna del mos puja per sobre el palmell i per sobre del dit índex i el polze subjecta ambdues regnes.
El moviment dels canells de darrere cap endavant indica la quantitat de pressió que necessita l'embocadura. Aquest mètode també indica que és pràcticament impossible utilitzar ambdues regnes de manera simultània.
El mètode preferit de Viena és subjectar les regnes del mos a la mà esquerra i també la part esquerra de la regna del filet amb la mà dreta subjectant la part dreta de la regna del filet, que pugui utilitzar-se per comprovar o dirigir al cavall mentre el mos roman dret dins la boca del cavall.
La cadeneta més utilitzada en l'actualitat és la de metall doble. Existeixen també cadenetes de cuir, cobertes de goma, i antigues cadenes simples d'anelles. Totes elles tenen els seus usos específics. La cadeneta ha d'ajustar-se de manera que no quedi cap forat als costats (la qual cosa significaria que l'embocadura és massa ampla), ja que fregaria i exerciria pressió sobre els estrets ossos de la mandíbula, que sobresurten de la barbeta del cavall.
A Espanya els cavalls andalusos es treballen moltes vegades amb un serretó, que és una mena de muserola de metall dentada que es fa servir abans d'introduir el mos.

### La doble brida
Una vegada el cavall va cap endavant amb seguretat i accepta bé el filet és el moment d'introduir la doble brida, que consisteix en un filet molt lleuger: un mos suau amb camas curtes i una cadeneta bastant solta.
Si un cavall té dificultats en acceptar la doble brida, començar a muntar-lo amb dos filets durant uns dies amb freqüència, és una bona introducció.
El mos es col·loca just per sota del filet, però no tant a baix que interfereixi en els ullals del cavall. Les camas del mos, quan formen un lleuger angle cap enrere per l'acció de les regnes, actuaran de manera que la cadeneta entri en contacte amb la part inferior de la mandíbula del cavall, el canal de la barbeta.
El filet ha de ser suau i amb anelles d'oliva. El mos ha de ser gros amb un desveno petit lleugerament contrapesat. Aquesta és la típica doble brida alemanya. Existeixen nombroses variacions, particularment del mos. La majoria dels mossos tenen una cama fixa, per un cavall amb una boca forta és preferible una cama mòbil. Els desvenos grans són severs, però molts cops eviten que el cavall passi la llengua per sobre l'embocadura. El genet ha de pensar a muntar amb filet i només utilitzar el mos quan sigui necessari, però sempre mantenint el contacte amb les regnes.
La muntura o sella
La muntura, també anomenada sella, és un seient de cuir amb la superfície lleugerament còncava, generalment ple de crin i folrat per sota, adaptat a l'esquena del cavall, amb estreps que pengen dels gambals a la mida del genet perquè pugui anar a cavall còmodament. L'ajustament de la muntura es podria dir que és tot un art. La majoria dels genets no som prou rics per a comprar una muntura per a cada cavall, per la qual cosa recorrem a una bonica i tova dessuadora* esperant compensar l'ajustament incorrecte de la muntura. Els cavalls que concursen en competicions internacionals de doma o salt duen suadores com a protecció addicional de manera que puguin utilitzar al màxim els muscles del dors. En aquest cas, la dessuadora no és cap compensació.
Per ajustar una muntura correctament s'ha de fer provant-li al cavall. Agafarem la muntura i li col·locarem sobre o per davant de la creu, i la farem lliscar suaument cap enrere per situar-la en la posició per muntar. Si es queda estable i no es mou, aleshores estarà al seu lloc correcte. No serà el cas si queda molt elevada o pressionada a la creu. Haurem de poder veure un canal estret de llum entre la creu i l'extrem de la muntura. La lligarem amb el pitral* just per darrere les aixelles*. El replà dels costats ha de ser ferm i suficientment gros i pla per portar i distribuir el pes del genet de manera uniforme. El pes ideal de la muntura oscil·la entre 5 i 65 kg.
Les muntures es mesuren des del canal anterior fins al posterior (borns). La longitud habitual per a una dona és de 43 cm i de 45 cm per un home. Es tracta d'una longitud mitjana, les persones més petites o més grans necessitaran muntures més curtes o més llargues.
Una muntura ha de ser un seient còmode pel genet i que li permeti executar les ajudes sense restriccions. Una muntura amb un canal davanter molt alt i els suports dels genolls molt alts impossibilitarà la flexibilitat del genet en la muntura i provocarà rigidesa i restricció. Un genet no hauria de romandre immòbil per la muntura. En les muntures de doma, l'accessori de subjecció de l'estrep està més enrere que en una muntura de cross-country o salt, atès que l'equilibri del cavall està més enrere.
La pell de porc de bona qualitat és el millor material per al seient, i els faldons i el revestiment són normalment de cuir.

## Els moviments

### La parada
Estar-se quiet i estar-se parat amb atenció són dues coses molt diferents. La immobilitat és part de la parada. Quan el cavall és jove, el genet ha d'ensenyar-li a quedar-se ben quiet quan, per exemple, durant un passeig pel camp s'atura a parlar amb un amic. Això probablement significa que el genet estarà concentrat en la conversa i el cavall podrà relaxar-se i sentir-se feliç de quedar-se quiet (sense oblidar que sempre es pot esperar un moviment brusc d'un poltre).
Per demanar al cavall una parada atenta el genet ha de, en primer lloc, tenir el cavall col·locat d'una forma recta a la pista, sigui en el costat curt o en el costat llarg. Hem de dur al cavall a un pas en ordre, no gaire ràpid, i fer una o fins i tot dues o tres mitges parades, perquè després puguem aplicar les ajudes naturals específiques per a la parada. Tancarem les cames i els dits de les mans i ens posarem ben rectes. Mantindrem al cavall en una parada en què les quatre potes hauran de formar un rectangle perfecte durant uns segons (la duració reglamentària de la parada en competició són uns 5 o 6 segons) i després farem uns trancs al pas reunit abans de relaxar-nos. Quan el cavall roman en parada vol dir que aquest ha de mantenir-se en una posició immòbil i atenta. Alguns cavalls no paren quadrats* llevat que se’ls hi ensenyi. Si les extremitats anteriors s'aturen lluny de les espatlles, el cavall portarà el pes sobre el terç anterior i necessitarà més equilibri (amb l'ajut de mitges parades) per arribar a la parada. Les extremitats posteriors retardades indiquen amb claredat una falta de preparació pel moviment. Si un cavall deixa un posterior retardat de forma insistent, haurem d'ensenyar-li a respondre a un cop de taló pel costat que desobeeix.

### El Pas enrere
El pas enrere, tot i ser pas però enrere, està molt relacionat amb la parada. I no sol introduir-se en l'entrenament fins que el cavall hagi progressat bastant, perquè podria utilitzar el pas enrere com una resistència. Portem al cavall a una parada correcta. Asseguts al centre de la muntura, demanem al cavall que vagi cap endavant amb les mans i les cames, i quan ell ja estigui pensant en això, suavitzarem la nostra ajuda de cama i avançarem lleugerament el nostre pes. Això donarà llibertat al dors del cavall i als seus quarts posteriors mentre manté l'equilibri. Per tornar a avançar, redreçarem el nostre tronc i tornarem a aplicar l'ajuda de la cama mentre suavitzem, sense abandonar, l'ajuda de la regna.
Veurem amb claredat que la parada, el pas enrere i la transició al pas (i posteriorment al trot o al galop) estan interconnectats i s'hauran de coordinar. Els cavalls poden retrocedir al pas, al trot i al galop encara que aquest últim moviment pugui resultar enormement difícil i dur pel cavall.
Aquí el criteri fonamental és iniciar el pas enrere amb el bípede diagonal correcte, el qual permetrà al cavall avançar després sense dificultat. Si a continuació procedim immediatament al galop a una mà específica, el cavall ha d'estar en la posició adequada per partir al galop correctament de manera automàtica. Amb quatre passos enrere i una transició directa al galop a la mà dreta, el bípede diagonal correcte per iniciar el pas seria l'anterior dret i posterior esquerra. Quan el cavall ha de procedir directament al trot, resulta més fàcil, ja que el trot també és un moviment diagonal, el qual no succeeix en el pas ni el galop. Si hem de procedir a un d'aquests dos últims aires, el cavall ha de trencar la seqüència del pas enrere.

### El pas
El pas és un aire de quatre temps, amb una velocitat mitjana d'1,8 a 2,6 ms-. Per un pas ordinari podem calcular quant temps ens portaria anar a cavall d'un lloc a un altre tenint al cap una mitjana de 2,2 ms- si anem al pas i al trot. A l'entrenament per intervals de velocitat del pas, trot i galop es mesura d'acord amb la distància recorreguda (per exemple, d'1,8 a 2,6 ms-).
Hi ha cinc tipus de pas: l'ordinari, el mig, el reunit, el llarg, i el pas lliure. Per avaluar el pas hem de buscar una qualitat basada en l'activitat i la claredat dels seus quatre temps, 1, 2, 3, 4. El cavall ha d'emprar els seus posteriors per crear activitat i les seves espatlles s'han de moure lliurement cap endavant; el cap* i el coll* han de crear un perfil de comoditat. En el pas reunit el cavall ha de mostrar un centre de gravetat correcte i una acceptació correcta de l'embocadura. Les extremitats anteriors i posteriors han de fer passos curts, més elevats, com si estiguessin marcant, els genolls i els grillons han de mostrar una flexió clara. Tot això permet a les extremitats del cavall crear un efecte que se sosté, no pas que s'impulsa cap endavant. Un cavall que quan està reunit empeny amb els posteriors molt retardats, passarà el pes sobre el terç anterior. I així es pot aplicar a tots els aires. L'energia reunida ha de quedar-se dins el cavall, llesta per a ser utilitzada en els allargaments i moviments molt reunits com el piaffé i el passage.
El pas és un aire enormement important i no resulta senzill aconseguir un pas correcte. El pas ordinari és l'aire d'introducció a una varietat de moviments. El pas mitjà i el llarg han de mostrar impulsió i estirament en els muscles del dors, quarts anteriors i espatlles. El coll ha d'allargar-se en coordinació amb la resta del cos. Una bona referència és observar si els posteriors trepitgen per davant de la petjada dels anteriors. En tots els passos, excepte en el pas lliure, hi ha d'haver contacte. El pas lliure és un aire de completa relaxació.
Un defecte que es veu amb certa freqüència és el pas amblat, és a dir, el pas lateral. Un bon mètode per solucionar-ho és alentir el pas i passar barres de tranqueig separats. La causa, si no és hereditària com el pas fi, és un dors rígid i danyat.

### El trot
El trot és un aire de dos temps executat en bípedes diagonals*, és a dir, posterior esquerra i anterior dret i al revés. La velocitat del trot de treball ronda els 3,6 ms-. La velocitat i la distància coberta dependrà del punt d'amplitud natural del tranc del cavall.
Es reconeixen quatre tipus de trot: el de treball, el mig, el llarg i el reunit. El trot és l'aire en què es treballa al cavall. Es considera que aquest aire és el que aconsegueix un major desenvolupament muscular i d'impulsió. Una manera de comprovar que tot el cos del cavall està treballant és observar la zona que està situada rere la muntura; si aquests muscles estan flonjos i es mouen, aleshores es diu que el cavall té un dors oscil·lant, la qual cosa no succeiria mai si estigués rígid. Si estem muntant, ho podrem notar al trot assegut. Un dors dur i rígid ens sacsejarà, mentre que un dors flexible ens semblarà molt còmode.
El trot de treball es fa servir per animar al cavall jove o rígid a avançar amb el seu genet amb comoditat, regularitat i bona col·locació. El trot mitjà es fa servir per crear un tranc més llarg per equilibrar, gràcies a la impulsió. El trot llarg és un moviment avançat en el qual el cavall mostra allargaments extraordinaris mantenint un alt nivell d'equilibri. S'ha de permetre que el coll i el cap avancin lleugerament per què les extremitats i l'espatlla es puguin expandir al màxim i per portar cap endavant la impulsió creada pels posteriors. El trot reunit ha de ser sempre assegut, només s'introdueix quan ja existeix un cert nivell d'entrenament. El criteri fonamental és la capacitat de sosteniment gràcies al bon ús de les extremitats anteriors i les posteriors. La flexibilitat de les quartilles, grillons i genolls serà evident al trot, tot i així, el genet no pot alentir excessivament el cavall, ja que és l'energia la que és reunida, és a dir, la impulsió. El cap i el coll estaran elevats i arquejats, però el cavall mai pot anar rere la vertical. El genet ha de saber sempre la diagonal sobre la qual està trotant.
El cavall ha de ser prou flexible com perquè el genet s'aixequi a qualsevol de les dues diagonals de trot, sigui el bípede diagonal exterior o interior. El canvi de diagonal pot realitzar-se en el centre d'una diagonal, al llarg d'un dels costats llargs de la pista o en acabar un moviment. D'aquesta manera en una reprise hi ha una menor interrupció. El canvi de diagonal ha de ser tant suau com sigui possible, i en una reprise* hem de ser el més coherents que puguem de manera que utilitzem la diagonal de trot sempre amb el mateix criteri, és a dir, el normal és que si trotem a la mà esquerra, muntem sobre la diagonal esquerra i al revés. El genet ha d'asseure's a la muntura just quan l'anterior exterior està trepitjant el terra. El motiu de mantenir aquesta diagonal al trot és permetre que el posterior interior és refiqui correctament. Quan canviem de diagonal, hem de seure o mantenir-nos aixecats dos temps durant dos trancs. Una bona manera de realitzar la transició del trot al pas és mantenir el cavall ben equilibrat al trot aixecat i seure un parell de trancs abans de demanar la transició al pas; d'aquesta manera ens ajudarà a realitzar una transició suau i equilibrada.
Al trot aixecat, el genet ha de permetre que el cavall li demani quan ha d'aixecar-se; quedar-se endarrere o avançar-se al moviment. Això vol dir que no existeix sincronització necessària en l'aplicació de les ajudes de la cama i de la mà, i normalment passa quan el genet perd l'equilibri i el tronc* el té rígid. L'acció de seure i aixecar-se al trot ha de ser tant suau que quasi ni es noti si ens aixequem o ens asseiem. L'ideal és deixar-nos portar pel moviment, el qual permetrà al genet absorbir suaument la impulsió del cavall. El genet ha de portar el pes a la part anterior de les cuixes i als genolls, que quasi no han de moure's per aixecar-se. En aquest moment els genolls i els talons han de descendir lleugerament. És necessari que al trot assegut mantinguem el pes al mateix lloc, és a dir, a la part anterior de les cuixes, genolls i talons.
Per demanar al cavall que allargui els trancs del trot, a les etapes inicials de l'entrenament podem aixecar-nos una mica més perquè el cavall tingui major llibertat per arquejar el cos i reficar bé els posteriors sota la seva massa. Podem utilitzar la sortida d'un cercle o un angle, o un tranc d'espatlla a dins per reficar els posteriors, i amb una mica de reunió aconseguirem crear la impulsió i l'allargament.
Aquests exercicis donaran lleugeresa al terç anterior del cavall i llibertat a les seves espatlles, com també ho aconsegueix el treball sobre barres de tranqueig separades a 1’37 m. Aquesta distància podem anar augmentant-la a 1’42 m, 1’45 m, i a 1’47 m. Els defectes greus de la irregularitat dels trancs i la lateralitat generalment són problemes provocats per falta d'entrenament adequat, absència d'equilibri o per un defecte físic. Mai haurem de trotar a tota velocitat, ja que provocarem un sense fi de problemes (ignorant, òbviament, el cas de les carreres de trot enganxats a un sulky o un road-car).

### El trot llarg
Per aconseguir un bon trot llarg el cavall ha de tenir en primer lloc un bon trot de treball per crear ritme i equilibri quan s'allarguen els trancs. Més endavant, el cavall ha de tenir un trot mitjà excel·lent abans de començar el trot llarg al nivell del Gran Premi, que es crearà partint de l'equilibri, la reunió i la soltesa.
Algunes races de cavalls, com per exemple el pura sang* anglès i alguns alemanys, tenen una tendència natural pels allargaments.
Tant en la reunió com en els allargaments el cavall ha d'utilitzar els seus quarts posteriors: a la reunió han de portar el pes i en l'allargament, empènyer-lo. Per què les espatlles i les extremitats anteriors puguin allargar, aquestes han de tenir la llibertat d'avançar. És un fet que el cavall no podrà posar el seu peu* (el casc*) a terra per davant el nariu*.
L'extensió dels posteriors cap enrere és tan important com l'extensió dels anteriors cap endavant amb les espatlles del cavall, ja que d'aquesta manera tot el cavall s'allargui. Si un cavall va enrere de la vertical, el seu pes anirà al terç anterior, i quan llanci la seva extremitat anterior cap endavant, el que passarà és que aquesta tornarà a terra enrere del seu nas.
Alguns cavalls tenen gran exuberància quan eleven les extremitats anteriors, però en realitat no estan utilitzant les espatlles. Això és incorrecte. Aquest tipus de cavall necessitarà reequilibrar-se i aprendre a deixar el seu dors. El treball sobre una o diverses barres de tranqueig, encara que sigui al pas, ajudarà al cavall a deixar el seu dors i les seves espatlles. També serà molt beneficiós perquè el genet principiant aprengui a sentir el moviment del dors del cavall.

### El galop
El galop és un aire de tres temps. El genet pot contar-los amb claredat. La seqüència de les trepitjades és:
Pel galop a l'esquerra (amb l'extremitat anterior interior dirigint el moviment):
1.	Posterior dret
2.	Posterior esquerra i anterior dret junts
3.	Anterior esquerra (extremitat que dirigeix el moviment)
Hi ha un breu moment de suspensió que seria el quart temps del galop. Les quatre extremitats del cavall estaran a terra mentre el cavall trasllada el pes de l'anterior al posterior per iniciar el següent tranc.
Pel galop a la dreta (amb l'anterior dret dirigint el moviment):
1.	Posterior esquerra
2.	Posterior dret i anterior esquerra junts
3.	Anterior dret (extremitat que dirigeix el moviment)
Hi ha quatre tipus de galop: el de treball, el mig, el reunit i el llarg. D'altra banda també existeix el galop de carreres, el galop dissociat*. La velocitat mitjana del galop de treball és de 4,4 a 5,2 ms-. El galop és diferent del galop de carreres, tant en la seqüència de trepitjades com en la velocitat. Els cavalls de carreres, per exemple, arriben a velocitats de 18 a 22,7 ms- (amb el rècord de la màxima velocitat enregistrada en 25 ms- en una franja de 4 segons en un entrenament). El normal és que els cavalls joves surtin al galop des del trot. Al principi aquesta transició es realitzava normalment per mitjà de la velocitat i pèrdua de l'equilibri. Aquest procés es reconeix com caure al galop. Una vegada el cavall hagi après a portar al seu genet al galop amb tranquil·litat, aleshores haurà arribat el moment d'aprendre a sortir al galop, és a dir, a demanar el galop sense incrementar tant la velocitat del trot i amb un menor desequilibri en el canvi de transició. El cavall desequilibrat tractarà de mantenir el seu equilibri especialment a les cantonades girant el seu cap cap a fora, fent el que se’n diu una encorbació incorrecta. La primera llei per corregir l'equilibri haurà de començar des d'un cercle ampli o un punt del perímetre d'un cercle per després continuar recte. Al principi és més fàcil fomentar l'equilibri en recta.
Durant la transició per la sortida al galop des del trot o pas, transcorre una fracció de segon avanç de la sortida, durant el qual el cavall ajusta el seu tranc. Al principi aquest ajustament pot ser més prolongat mentre el cavall s'organitza. Més endavant, quan s'acostumi a les sortides al galop, aquest ajustament serà quasi imperceptible. Donada la velocitat i el poder d'impulsió del cavall al galop, és necessari que les nostres ajudes siguin clares i sincronitzades.
Una muntura col·locada sobre la creu* pot danyar fàcilment els nervis situats a la part inferior de l'omòplat. Un cavall pot trencar la seqüència del galop i dirigir amb una extremitat endavant i amb una altra diferent enrere. Això es coneix amb el nom de "galop desunit". El terme de doma clàssica "galop en trucat" es refereix a un cavall a la pista a mà dreta dirigint el galop amb l'extremitat anterior exterior (a mà esquerra) i a l'inrevés. Es tracta d'un moviment utilitzat per comprovar l'obediència i la soltesa del cavall.
Quan li estem ensenyant, podem fer-ho en una serpentina de bucles de tres metres o practicant el galop de treball a la mà incorrecta. Quan treballem al cavall per millorar la seva soltesa, és important fer-ho a les dues mans tant al trot com el galop. Els muscles que més s'utilitzen al trot són diferents dels que s'utilitzen al galop. Si un cavall està rígid al trot, existeixen certs exercicis al galop que ajudaran a flexibilitzar aquests muscles al trot. Personalment, en els meus entrenaments, trobo interessant treballar les dues mans aleatòriament fent canvis de mà i transicions d'aires amb mitges parades per millorar la flexibilitat del cavall, el seu equilibri i la seva atenció i compromís en l'entrenament.
Treballar al galop amb les regnes llargues és una agradable recompensa per al cavall i també ajuda a relaxar-se i desenvolupar la sensació d'equilibri per si mateix. Cedim regna gradualment fins que el coll del cavall pugui estirar realment els muscles del seu coll.
El galop reunit és l'aire utilitzat en les piruetes al galop i els canvis de peu a l'aire. A vegades es fa servir un sol canvi al galop de treball o al galop llarg per comprovar la rectitud i la impulsió del cavall en els canvis.

### El galop en trucat
Es tracta d'un moviment en què el cavall galopa a la mà anomenada "incorrecta". Per tant, si galopa a la dreta, el cavall dirigirà el galop amb l'extremitat anterior esquerra, i a l'inrevés a l'altra mà. Només pot introduir-se en l'entrenament del cavall quan aquest obeeixi completament a les ajudes i surti al galop en ambdues mans. El cavall ha de tenir un equilibri raonablement bo al galop i ha de fer-ho amb facilitat en cercles de 12 a 15 m. Dit d'una altra manera, és un moviment relativament avançat. Hi ha diversos moviments de preparació utilitzats per introduir el galop en trucat. Podem traçar un bucle petit al costat de la pista llarg d'uns 3 m mantenint la mateixa mà de galop, o partir al galop amb l'anterior exterior dirigint el moviment pel costat llarg i continuar per la cantonada, que per començar es traçarà suaument. Es tracta d'una preparació complicada i només és adequada per un cavall preparat pel galop reunit. La forma més senzilla és traçar un cercle de 20 m al galop (amb l'anterior interior dirigint), després caure al trot o al pas durant uns trancs i demanar galop en trucat (amb la mà exterior dirigint el moviment). Continuarem amb el trucat durant un quart de cercle, ens detindrem i recompensarem al cavall. Practicarem aquest exercici durant unes setmanes fins que el cavall realitzi tot el cercle en trucat sense dificultat.
M'agrada establir bé el galop en trucat abans d'intentar el canvi de peu a l'aire.

### El canvi de peu a l'aire
El canvi de peu a l'aire és bastant diferent del canvi de peu simple, en el qual el cavall cau al pas o al trot des del galop i torna a sortir al galop a l'altra mà. El canvi de peu simple s'exigeix a reprises elementals i és un moviment bàsic en qualsevol cavall ben entrenat. El canvi de peu al galop és en realitat passar d'un galop a un altre. Els cavalls l'executen en llibertat i canvien el seu pes d'un costat a l'altre amb gran suavitat. Tot i així, a les pistes de doma clàssica el jutge exigeix la completa unitat d'un cavall reunit al galop reunit. La rectitud, el reficament dels posteriors i la soltesa. A part de la reunió, el primer que s'ha d'aconseguir és que el cavall tingui una bona doma bàsica, que sigui totalment obedient a les ajudes del galop i no trenqui el galop en trucat. Hi ha diversos mètodes per aconseguir canvis. Un d'ells és galopar en trucat en cercle de 20 m, reduir la velocitat fins a un punt determinat i aplicar l'ajuda del nou galop perquè el cavall pugui canviar. La primera vegada no tindrem en compte com canvia el cavall, el recompensarem de totes maneres, d'aquesta manera li fem entendre a què és volem arribar. Ho tornarem a intentar i el recompensarem; el cavall ho recordarà. Seguirem intentant-ho fins que surti tal com ho volem, ho perfeccionarem. Hem d'intentar afinar bé els canvis d'una mà abans de començar amb l'altra, si no podrem fer-hi un embolic a la ment del cavall.
Després de perfeccionar els canvis de peu a l'aire no ens hem de precipitar amb les sèries de canvis; demanarem el segon canvi de peu uns 10 o 12 trancs després del primer, i una vegada el cavall ho hagi assimilat anirem reduint el nombre de trancs intermedis. Anem repetint aquest exercici a les dues mans idènticament perquè el cavall ho memoritzi i ho assimili.
El genet ha de mantenir el panxell enganxat al cavall per sincronitzar la seva aplicació. Aquesta és ràpida i difícil, i resulta molt fàcil perdre el ritme. La suavitat i la coordinació entre genet i cavall és una cosa fonamental.

### La pirueta
La pirueta és un gir de 360°. Els quarts anteriors del cavall es desplacen en cercle, mentre que els quarts posteriors romanen fixes a un mateix punt. Aquest exercici es demana a les reprises de doma com qualsevol altre moviment de galop reunit i és bastant complex. El nombre de passos permesos per una mitja pirueta és de 3 a 4, per una pirueta completa, els passos permesos van de 6 a 8.
A l'hora d'ensenyar-li aquest moviment al cavall, els entrenadors tenen els seus mètodes, els quals poden variar. Un dels sistemes més senzills d'introduir aquest moviment és la pirueta al pas. Demanem al cavall mitja pirueta al pas reunit, i demanem l'altra meitat al galop. Aquest pas haurà reficat i reunit el cavall com a preparació del galop.

### El Treball lateral I
Constantment es creu que el treball lateral consisteix en espatlles endins i apoyos, però en realitat inclou més moviments. La llista de moviments en ordre de dificultat és la següent:
1.	Flexions laterals de la mandíbula a la dreta i a l'esquerra a la parada i al pas.
2.	Gir sobre els anteriors a l'esquerra o a la dreta, mig gir o gir complet (els posteriors del cavall giren sobre el terç anterior).
3.	Espatlla en fora i espatlla a dins al pas o al trot
4.	El cap del cavall mirant a l'exterior, amb la cua formant un angle de 45° en relació al mateix; la mandíbula es flexiona en la direcció oposada del moviment i el cavall es mou en tres pistes.
5.	La gropa a l'exterior, amb la cua enganxada a l'exterior, i el cap formant un angle de 45° en relació al mateix.
6.	Cessió a la cama: el cavall avança lateralment en dues pistes travessant el quadrilong, amb la mandíbula flexionada en direcció oposada a la que es dirigeix, al pas o al trot.
7.	Travers: s'executa al llarg del mur. El cavall mira a l'exterior i forma un angle de 45°, avança en dues pistes amb la mandíbula flexionada en la direcció del moviment, al pas o al trot.
8.	El suport: el cavall avança en dues pistes, al llarg de la recta lateral llarga o a la diagonal, en un cercle o per la línia central. La mandíbula es flexiona en la direcció del moviment, al pas, trot o galop.
9.	Contracanvi de mà: transició d'un suport a l'altre. Al pas, trot o galop.
10.	Pirueta a la dreta, a l'esquerra, a un quart, mitja o completa, al pas, al galop o en piaffé. El terç anterior del cavall traça una volta al voltant dels posteriors (pot introduir-se al pas després del gir sobre els anteriors).
11.	Desplaçament lateral complet: el cavall es desplaça a la dreta o a l'esquerra sense moviment cap endavant (avançament només lateral).
12.	Renvers: s'executa pel costat llarg amb la cua del cavall cap a l'exterior i el cap i el cos cap a l'interior formant un angle de 45°. En dues pistes i amb la mandíbula flexionada en la direcció del moviment.

### El Treball lateral II
Una vegada el cavall jove ha començat a treballar recte, estarà llest per aprendre a moure's allunyant-se de la cama del genet. Podem treballar al nostre cavall a la corda (de 15 a 20 m) per obtenir una encorbació lateral inicial seguit de treball amb serpentines, i figures de vuit al pas i al trot. Tots aquests moviments ajuden a deixar anar i equilibrar el cavall. Normalment començo aquests exercicis amb un perfil bastant llarg per estirar al màxim els muscles del cavall.
Per passar a l'autèntic treball lateral, m'agradaria començar amb flexions laterals. Demanarem una parada, sigui al costat llarg o a la línia central de la pista. Amb les nostres cames mantindrem la immobilitat del cavall i utilitzarem la regna interior suaument per relaxar la mandíbula i moure la llengua dins la boca del cavall. Li demanarem que giri el cap al màxim sense tractar de moure el seu cos; al principi pot ser que només siguin 25 cm. A continuació repetirem l'exercici amb el coll del cavall amb l'altra regna. Permetrem que el cavall estiri el coll per relaxar els seus muscles com a recompensa. Podem començar amb una parada equilibrada i un perfil del cap no reunit (no excessivament elevat). Les flexions laterals es poden practicar amb el cavall reunit en una etapa posterior. Aquestes flexions laterals ajuden a relaxar la mandíbula i a deixar anar els muscles del coll.
El gir sobre els anteriors o pirueta inversa ve a continuació i es fa servir per indicar al cavall que mogui el seu terç posterior lateralment i que deixi anar els muscles lumbars i els seus quarts posteriors. S'ha criticat aquest moviment per causar malestar als menudillos, però això succeeix si el moviment es realitza incorrectament, amb les mans pivotant sense aixecar-se i moure's amb regularitat. Col·locarem al cavall en paral·lel a la recta exterior, una mica separat de la pista exterior, i a continuació li demanarem que mogui un posterior (l'interior) i després l'altre, fins que el cavall es quedi mirant a l'exterior. Això és un quart de gir sobre els anteriors. Utilitzarem correctament les regnes per ajudar en aquest gir. Més endavant podrem demanar mig gir més i fins i tot més tard un gir complet a ambdues mans a la línia central. Quan ens detinguem, relaxarem la cama activa (la interior) i tancarem la nostra cama exterior immediatament. La intensitat de l'ajuda de la cama dependrà de la sensibilitat i la resposta del cavall.
La pirueta al pas pot introduir-se en aquesta etapa, encara que el moviment lateral més important que té el seu origen en aquest moviment és la pirueta al galop, que és un moviment avançat. També existeix una pirueta al piaffé, un moviment enormement avançat i reunit. Tot i així, el principal objectiu de la pirueta al pas és deixar anar les espatlles i el terç anterior del cavall. Es tracta d'un moviment relativament senzill, en el qual el terç anterior descriu un cercle al voltant dels posteriors. El criteri en el qual es basa el moviment és el següent: el cavall ha de moure les seves extremitats posteriors al ritme del pas en un cercle molt petit, però no pivotant ni retrocedint. Aquesta és una bona ocasió per introduir les ajudes diagonals. El pes del genet estarà centrat, mentre mira en direcció del moviment. Col·locar el cavall en paral·lel al costat llarg (la qual cosa ajudarà a evitar qualsevol moviment dels retrocs). El cavall ha de mantenir-se actiu amb les cames del genet però en un cercle molt petit, la cama exterior ha d'estar activa, la regna interior flexionarà al cavall que faci un quart de gir i a continuació s'aturi. Després li demanaré mig gir i després un gir complet a la línia central.
En aquest moment entra en joc el galop i les piruetes. Quan el cavall estigui preparat per la reunió al galop i executi amb facilitat la transició de pas a galop, el genet demanarà una pirueta al pas i des del pas demanarà directament una pirueta al galop. Després d'uns quants trancs al galop, es relaxarà i premiarà al cavall. Alguns cavalls galoparan en quatre temps, particularment les races ibèriques, ja que així els resulta més senzill. Podem aconseguir la pirueta al galop a través del suport. En els dos casos, el cavall ha de partir d'una posició preparada. Les ajudes per la pirueta al galop són diagonals, però és important mantenir l'equilibri del cavall mitjanant la utilització correcta de la regna exterior (que equilibra el cavall). El pes del genet ha d'estar centrat, però pot desplaçar-se lleugerament a l'exterior.
La pirueta en piaffé és un dels moviments més cotitzats a l'alta escola, en el qual el cavall ha d'estar enormement equilibrat i reunit al piaffé i a continuació ha d'executar una pirueta completa mantenint una col·locació perfecta.
Quan el cavall estigui familiaritzat amb tot el treball anterior, és el moment de començar amb l'espatlla endins i l'espatlla enfora. En els moviments previs s'ha mantingut al cavall pràcticament en parada movent extremitats específiques quan se li demana. La parada crea una atmosfera tranquil·la i el cavall es pot centrar sense quietud. El pas és també un bon aire d'introducció pel mateix motiu, però resulta una mica més avançat. Aquest és l'aire que jo utilitzo per introduir en primer lloc l'espatlla enfora i després l'espatlla endins.
Introduïm en l'entrenament l'espatlla enfora avanç que l'espatlla a dins com un moviment de preparació. Col·locarem al cavall mirant a l'exterior i amb el cos formant un angle de 45° amb relació a si mateix. Flexionarem la mandíbula en direcció oposada al moviment i demanarem al cavall que s'allunyi de la nostra cama aplicada al mateix costat de la flexió (ajudes laterals) i també que avanci al pas en posició d'espatlla enfora, en tres pistes al llarg de la recta del costat llarg. Podem començar demanant només uns quants trancs. El pes del genet romandrà al centre, mirant a la direcció a la qual es dirigeix. Utilitzarem la regna exterior per finalitzar l'espatlla enfora i recol·locar al cavall.
L'espatlla endins és una mica més complicada per què no tenim la part exterior (en aquest cas la balla o mur del límit de la pista) per impedir que el cavall segueixi avançant. De nou començarem al pas, només intentarem el moviment al trot quan el cavall el domini i tingui seguretat executant-lo al pas. Col·locarem al cavall en un angle de 45° mirant al centre de la pista, flexionarem la mandíbula en direcció oposada al moviment, i demanarem al cavall que s'allunyi de la nostra cama: la cama del mateix costat de la flexió (ajudes laterals). El pes del cavall estarà centrat i mirarà cap on es dirigeixi. Demanarem al cavall que es mogui a tres pistes -per començar podem practicar al llarg del costat llarg de la pista- només uns trancs. Ho anirem intentant ampliant el nombre de trancs i quan estiguem segurs ho provarem al trot. Com més relaxat i equilibrat estigui el cavall, més senzill li resultarà el moviment. Quan sortim de l'espatlla endins, trobo que és aconsellable traçar un cercle de 10 o 15 m de diàmetre i recol·locar al cavall quan tornem a la pista. Si estem al trot el cercle, el podem ampliar a 15 o 20 m de diàmetre. La volta (de 8 m) la deixarem per més endavant.

### La Cessió a la cama a la dreta
Cada un dels moviments laterals té un grau de dificultat. Si actuem amb lògica, ens estalviarem molts problemes. Abans de practicar el suport, la cessió a la cama és un bon exercici de preparació. S'executa en dues pistes, i encara que el cavall miri en la direcció contrària del moviment, jo no he trobat cap dificultat en ensenyar-li al cavall el suport, en què va encorbar en la direcció del moviment. Si en el suport el cavall es nega a mirar en la direcció correcta, consideraria que no està llest (com ara, rigidesa) o que es tracta d'un problema d'inexperiència del genet.
La cessió a la cama és un excel·lent exercici de disciplina i soltesa en el qual es treballen tant el terç anterior com el posterior del cavall. Segueixen pistes diferents i es creuen (l'anterior per davant del posterior i el posterior per davant de l'anterior), amb el cavall flexionat en la direcció oposada a la que es dirigeix. Les ajudes són laterals; la cama interior és activa i la mà interior amb efecte d'obertura, el pes del genet està centrat però segueix l'espatlla que dirigeix el moviment. M'agrada prendre la línia central i amb la meva cama interior demanar al cavall que vagi cap endavant i lateralment fins al costat llarg de la pista. La cessió a la cama no pot realitzar-se al pas o al trot, però recordem que és bastant exigent amb els muscles, per tant no abusem d'aquesta.
El travers és un altre moviment d'introducció al suport. S'executa al llarg del costat llarg de la pista. Col·locarem al cavall amb el cap cap a l'exterior de la pista i en un angle de 45°. Flexionarem la mandíbula en la direcció del moviment i demanarem al cavall que s'allunyi de la nostra cama exterior. Les ajudes són diagonals i el cavall s'ha de moure en dues pistes. El cos del genet romandrà centrat, seguint el moviment del cavall i mirant en la direcció a la qual es dirigeix. Aquest moviment es fa servir moltes vegades per millorar la soltesa, l'encreuament de les extremitats i l'encorbació del cavall.
És un dels primers exercicis en què les ajudes diagonals i la reunió s'utilitzen per a un moviment lateral. El cavall ha d'anar encorbat uniformement de cap a cua, el que no passa amb la cessió de cames, en la qual el cos del cavall està més recte i només el coll del cavall crea un angle.
En el suport el cavall avança diagonalment pel quadrilong en dues pistes. El cavall cobreix el terreny cap endavant i lateralment. Abans d'intentar un suport, el cavall ha d'estar ben equilibrat, flexible i tenir cert grau de reunió. Per alliberar les espatlles del cavall de manera que es pugui moure i mirar en direcció a la qual es desplaça, ha de portar el coll bastant elevat. Si estirem de les regnes, el dors es doblegarà i si no va reunit (amb el cap a baix), el cavall caurà sobre el terç anterior i probablement mirarà a la direcció oposada a la qual es desplaça, com si estigués cedint la cama. Per consegüent, és lògic que el cavall necessiti un cert nivell d'entrenament.

### El Suport
La posició del cavall és important. Col·locarem al cavall al costat llarg de la pista com si volguéssim demanar espatlla endins, però en comptes d'aplicar la nostra cama interior, activarem l'exterior. A vegades, per assegurar-nos que l'encorbació i la col·locació són correctes, podem fer un tranc d'espatlla endins i a continuació invertirem les ajudes de cama, amb la qual cosa el moviment es produirà a la pista i no al costat llarg.
Les ajudes de regna també són importants. Mantindrem la regna exterior prop del coll del cavall, i la regna interior (regna d'obertura) demanarem la flexió i guiarem el terç anterior del cavall seguint l'espatlla del cavall que dirigeix el moviment. La cintura i l'espatlla del genet ha de tenir flexibilitat; qualsevol tensió en el cos del genet provocarà resistència. El genet mirarà entre les orelles del cavall i ha de poder veure el globus ocular del cavall, res més. Hem d'ensenyar el suport al cavall al pas i després al trot i al galop.
En el contracanvi de mà al galop el cavall es mou de dreta a esquerra o a l'inrevés en suport, i és bastant habitual en les reprises de doma avançades. Alguns jutges volen veure un canvi d'encorbació sense cap tranc per recte entre ambdues encorbacions i altres jutges opinen el contrari. Amb un cavall jove o tens aquest tranc per recte facilita les coses per què permet que tant el genet com el cavall s'ajustin; tot i així, sense aquest tranc pel recte el cavall ha d'estar molt relaxat i equilibrat. En el contracanvi de mà amb canvi de peu a l'aire necessitem un cavall molt recte i equilibrat però sense tanta encorbació com s'aprecia en el trot, en el qual l'encreuament de les extremitats és molt important. Sent un aire de dos temps, això es pot mostrar en major mesura amb una encorbació pronunciada i amb bona reunió.
El genet ha d'amortitzar les seves ajudes de cama i de mà (regna) perquè el canvi d'encorbació sigui suau i subtil. La sincronització en l'aplicació de les noves ajudes és vital per un canvi correcte. Una ajuda retardada o fora de temps pot provocar un desastre.
El jutge de doma ha d'avaluar la qualitat dels apoyos i dels canvis per la seva elegància, ritme, equilibri i soltesa, a part de l'encorbació correcta.

### El Renvers a la dreta
El renvers és un dels exercicis laterals més difícils. El cavall ha de ser molt obedient i flexible. Posicionarem al cavall formant un angle de 45° mirant al centre de la pista amb la cua al costat llarg de la pista. Flexionarem al cavall amb la nostra regna d'obertura en la direcció del moviment, i aplicarem la cama de l'altre costat per demanar al cavall que es desplaci lateralment en les dues pistes. El cos del genet estarà centrat i mirarà en la direcció del moviment. Com en el travers, el cavall ha d'estar uniformement encorbat des de la cua, creuant les extremitats amb claredat. Demanarem aquest moviment al pas i més endavant, quan el cavall el realitzi amb seguretat, al trot.

## Els moviments avançats

### El piaffé
El piaffé o piaf, és l'acció d'alçar, el cavall, estant parat, les potes del davant adés una, adés l'altra, i deixar-les caure amb força, sense avançar ni recular. El cavall ha d'estar adequadament preparat (a través d'un programa d'entrenament previ) i col·locat al costat llarg de la pista. La majoria dels entrenadors prefereixen ensenyar al cavall el piaf abans que el passatge. Hi ha moltes maneres d'ensenyar aquest moviment. Alguns entrenadors ho fan de peu a terra (desmuntats). Personalment crec que disposar d'un entrenador al nostre costat és molt aconsellable en el cas que el cavall necessiti ser estimulat amb uns petits tocs als garrons.
El cavall ha de saber escurçar i elevar el seu tranc al pas, i a continuació al trot fins que estigui marcant els temps en el lloc. Només quan el cavall estigui més tranquil i segur podrem demanar-li més passos i més moviment cap endavant. El genet ha de mantenir la pressió de la cama, establir un contacte uniforme però suau amb les regnes i asseure's dret per ajudar el cavall a mantenir l'equilibri.
El piaf és, en realitat, un trot al lloc i es fa a un ritme de dos temps. Amb la base més curta, el coll del cavall s'eleva amb el nas quasi a l'altura de la creu. Les extremitats posteriors es refiquen més a sota la massa i suporten més pes, amb el consegüent allargament del terç anterior. En aquest moment el genet pot gaudir de la sensació d'aquesta elevada reunió amb un cavall entrenat.
Alguns cavalls no són capaços d'arribar a aquest alt nivell a causa de la seva morfologia, edat o temperament. Com amb tots els moviments reunits, començarem aplicant les cames, a continuació la mitja parada i pujant les mans (mai estirant) de 7 a 10 cm gradualment. Podem tardar diverses setmanes en afinar aquest moviment, per no ens hem de precipitar mai, tot és qüestió d'infinita paciència i ganes.

### El passage
El passage o passatge, és un tipus d'anadura ensenyada que es realitza a prop de terra en la qual el cavall va al pas o al trot, amb les cames sostingudes enlaire i només avança un petit pas cada vegada, fent un aire ritmat. És, probablement, un dels moviments més espectaculars de la doma clàssica. No és gens fàcil d'aconseguir, encara que quasi tots els cavalls l'executen si s'exciten per alguna cosa, però que ho facin quan nosaltres els ho demanem és un altre tema molt diferent. Com succeeix amb el piaffé, s'ha de practicar dins d'un context i ha d'existir un programa adequat de treball. Alguns cavalls poden estar preparats en dos anys i altres que mai ho aconsegueixin. L'habilitat per aconseguir un bon passatge resideix en què el cavall tingui un bon equilibri natural i bona acció als genolls. Pot ser que per aprendre la tècnica necessitem una o diverses classes amb un Cavall Mestre.